# Didymella equisetina
Didymella equisetina är en svampart som tillhör divisionen sporsäcksvampar, och som först beskrevs av Hans Sydow, och fick sitt nu gällande namn av Franz Petrak. Didymella equisetina ingår i släktet Didymella, och familjen Didymellaceae. Arten är reproducerande i Sverige.